# Sam Bass
Sam Bass (Mitchell, Lawrence megye, 1851. július 21. ‒ Round Rock, 1878. július 21.) 19. századi amerikai vadnyugati vasúti fosztogató és törvényen kívüli volt, aki a texasi rendőrséggel vívott csatájában vesztette életét.  Tagja volt annak a csapatnak is, mely mintegy 60 000 (mai értéken 1,4 millió) USD értékben rabolt ki egyetlen vonatot.

## Korai évei
Samuel Bass Indianában Mitchell városában 1851. július 21-én született. Szülei Daniel és Elizabeth Jane (Sheeks) Bass. 13. Születésnapja előtt elárvult, majd ezt követően nagybátyja nevelte. Bass 19 évesen otthagyta otthonát, hogy szerencsét próbáljon.
Bass egy minnesotai fűrészmalomban dolgozott, de később megindult északra Texas felé. Itt Dentonban megpróbálkozott állatok nevelésével. Mivel a nehéz munka és a kevés fizetség nem elégítette ki, vett egy lovat és ezzel elkezdett versenyezni. Mikor a ló kiöregedett a versenyzésből, Bass és társa, Joel Collins, egy több lótelepből álló rancsot alapított San Antonióban. 1876-ban az állatokat Nebraska felé terelték, de a ménest Deadwoodban a Black Hills környékén eljátszották  szerencsejátékon.

## Bűnözői élete
Ekkor Broke, Bass és Collins belevágott a megfélemlítésekbe, de ebből nem tudtak megélni. Így egy gengszter bandát alapítottak, mely az arra tévedőkre csapott le. A csoport ezután aranyat rabolt a Union Pacific Railroad aranyvonatából, ami 1877. szeptember 18-án indult San Fransiscóból. A Big Springnél keresztezték egymás útjait. A rablásban 60 000 USD értékű aranyat találtak, amit szétosztottak egymás között.
Bass rögtön visszatért Texasba, ahol egy a postakocsik kirablására szakosodott bűnbandát alakított ki.  A csoport 1878-ban Dallas 40 km-es körzetében két postakocsit és négy vonatot tartóztatott fel. A kis összegű zsákmányok ellenére így is ők lettek a Junius Peak ezredes által irányított Texas Ranger és a Pinkerton Nemzeti Felderítő ügynökség legfontosabb célpontjai.